# Harry Haddock
Pour les articles homonymes, voir Haddock.
Henry Harry Haddock est un footballeur écossais, né le 28 juillet 1925 à Glasgow et mort le 18 décembre 1998 à Rutherglen. Il évolue au poste de défenseur du milieu des années 1940 au début des années 1960.

## Carrière
Il passe l'essentiel de sa carrière dans le club de Clyde. Capitaine d'une équipe qui alterne les hauts et les bas pendant plus d'une décennie, il connaît les affres de la relégation par trois fois, suivies aussitôt par une remontée dans l'élite auréolées d'un titre de champion. Il remporte également deux coupes d'Écosse.
Sous le maillot écossais, il ne gagne qu'une des six rencontres pour lesquelles il est sélectionné, dont deux lourdes défaites contre l'Angleterre en 1955 (2-7) et 1958 (0-4). Lors de cette première défaite, Sir Stanley Matthews souligne son grand fair-play, un trait de caractère qui lui permet de ne récolter aucun carton de toute sa carrière. Il est sélectionné pour la Coupe du monde 1958, mais ne joue aucun match pendant la compétition. En 1959, il est élu joueur écossais de l'année.

## Palmarès
- Vainqueur de la Coupe d'Écosse en 1955 et 1958
- Champion d'Écosse de D2 en 1952, 1957 et 1962